# Kaotitaake Kokoria
Kaotitaake Kokoria, né le 28 octobre 1979 dans le village de Paelau (en), est un homme politique gilbertin.

## Biographie
Originaire de l'atoll de Tabuaeran, il travaille brièvement comme enseignant avant d'être employé dans l'administration publique au ministère de l'Intérieur. En 2019 il obtient en diplôme de Master en administration des entreprises au campus gilbertin de l'université du Pacifique Sud.
Candidat aux élections législatives d'août 2024 dans la circonscription de Tabuaeran, il est élu dès le premier tour avec 63,1 % des voix face à six autres candidats dont le député d'opposition sortant Tewaaki Kobwae. Il se range dans la majorité présidentielle, prenant l'étiquette du parti Tobwaan Kiribati. La Constitution des Kiribati dispose qu'il doit y avoir soit trois, soit quatre candidats à chaque élection présidentielle, qu'ils doivent être députés, et que si le nombre de candidats à la candidature est supérieur à quatre, le Parlement sélectionne les candidats. Usant de sa majorité parlementaire, le parti Tobwaan Kiribati présente quatre de ses propres députés -dont Kaotitaake Kokoria- face à la candidate de l'opposition, Tessie Lambourne. Comme il y a cinq candidats, la majorité valide ses quatre propres candidats et empêche celle de l'opposition. Le véritable candidat du parti est son chef, le président Taneti Maamau, qui brigue un troisième mandat à la tête de l'État ; les trois autres sont des députés dont c'est la première législature. Ils sont qualifiés par Radio New Zealand de « candidats fantoches (en) » sélectionnés pour donner une apparence de pluralisme à un scrutin conçu pour la réélection du président Maamau,. Tessie Lambourne, pour sa part, dénonce ce qu'elle qualifie de dérive vers un « État à parti unique » et souligne que les électeurs sont privés de choix.
Kaotitaake Kokoria crée la surprise en faisant défection peu avant le scrutin, quittant le parti présidentiel. Il rallie ainsi à lui une partie de l'opposition. L'ancien président Ieremia Tabai, figure de l'opposition, dit à ce sujet de Kokoria « Nous ne savons pas grand chose de lui et ce n'est pas facile de le soutenir, mais de toute façon nous n'avons pas d'autre choix ».